# Андрианов, Андрей Алексеевич
Андре́й Алексе́евич Андриа́нов (1 (13) июля 1886, Волосово (Владимирская губерния) — 9 июня 1920, Екатеринославская губерния) — русский революционер, большевик. Депутат Иваново-Вознесенского совета рабочих депутатов. Член РСДРП и РКП.

## Биография
Родился в деревне Волосово Владимирской губернии (сейчас Муромский район Владимирской области, по другим данным Навашинский район Нижегородской области). В возрасте 12 лет уехал в Кохму и устроился работать на фабрике Ясюнинских, где его приобщили к революционным идеям и в 1900 году приняли в РСДРП. В январе 1905 года принимает участие в организации стачки в Кохме. За это его вскоре арестовали, а потом освободили ввиду нехватки улик. В этом же году Андрианов переезжает жить в Иваново-Вознесенск (сейчас Иваново). Там он работает на фабриках Полушина и Дербенёва гравёром, принимал участие в местных стачках. Рабочие фабрики Дербенёва (в советское время фабрика им. Кирова) избирают Андрианова депутатом Иваново-Вознесенского совета рабочих депутатов. В конце 1905 года был избит черносотенцами, его преследовала полиция, но ему всё же удалось принять участие в печально известном антивоенном митинге в Иваново-Вознесенске 10 августа 1915 года, когда около ста рабочих было расстреляно. После Февральской революции Андрианов работал в исполкоме горсовета, губпродкоме, в уездной комиссии по борьбе с дезертирством. В 1920 году командирован в Новониколаевскую волость Екатеринославской губернии (Украина), где и был убит 9 июня 1920 года махновцами.

## Память
Именем Андрея Алексеевича Андрианова в Иванове названа улица Андрианова.